# Lenguas waka–kabic
Las lenguas Waka-Kabic (Waka-Gabi) forman una familia extinta de lenguas pama-ñunganas de Australia. Las lenguas son:
- Than: 
  - Gureng Gureng
  - Gabi (Kabikabi)
  - Dappil (Tulua?)
- Miyan:
  - Wuliwuli
  - Waga (Wakawaka)
  - Barunggam (Muringam)

Miyan puede ser un solo idioma, Wakawaka. Gureng Gureng todavía tiene algunos hablantes de segundo idioma.
Las lenguas kingkel, darumbal y bayali, a veces se cree que son Waka-Kabic. Bowern (2011) movió Darumbal a los lenguas máricas, pero no abordó a Bayali. Los dos idiomas no están cerca.